# زیکو وایتنس
زیکو وایتنس (انگلیسی: Zico Waeytens؛ زادهٔ ۲۹ سپتامبر ۱۹۹۱) دوچرخه‌سوار اهل بلژیک است.
از باشگاه‌هایی که در آن بازی کرده‌است می‌توان به تیم سانوب، اسپورت فلاندر-بالوزه، و اسپورت فلاندر-بالوزه، اشاره کرد.